# 买奴
买奴，元朝官员，哈剌鲁（葛逻禄）人，元世祖近臣答失蛮的儿子。
买奴幼年学习蒙古文、畏兀儿文，袭父职为博尔赤（司膳）。元武宗至大年间，任御药局达鲁花赤。元仁宗皇庆初年，升任监察御史，分巡岭北行省，体察民情，平反冤狱，奏请减轻站赤（驿站）户的劳役负担。从元仁宗延祐年间到元文宗至顺年间，历任山南江北道肃政廉访使、江北淮东道肃政廉访使、河北河南道肃政廉访使、同佥宣徽院事、同知宣徽院事、中书省郎中、参议中书省事、司农卿、吏部尚书、通政使等职。元统元年（1333年），为太禧宗禋使都典制神御殿事，转任河南江北等处行中书省平章政事、翰林学士承旨。任职期间，多次救济灾民，兴办水利，加固黄河大堤，注意减轻民众负担，明于断案，敢于进谏。